# Astana
För andra betydelser, se Astana (olika betydelser).
Astana (kazakiska och ryska Астана), är huvudstaden i Kazakstan. Den är landets näst största stad, efter Almaty  och hade 1 502 102 invånare i oktober 2024. Staden ligger i en speciell ekonomisk zon omsluten av provinsen Aqmola. Genom staden flyter Isjim, en biflod till Irtysj.
Astana (då benämnd Aqmola) blev landets huvudstad 1997, efter Almaty. Därefter har denna, i stor utsträckning planerade stad i jordbruksområdet i norr, vuxit till Kazakstans näst största stad.
Staden fick namnet Nur-Sultan i mars 2019 efter den då avgångne presidenten Nursultan Nazarbajev, men 17 september 2022 återtogs det tidigare namnet Astana.

## Historia

### Namn och tidig historia
Staden grundades av sibiriska kosacker år 1824 som fortet Akmolinsk. År 1961 döptes staden om till Tselinograd. Efter Kazakstans självständighet döptes den återigen om, denna gång till Aqmola (eller Akmola, med betydelsen "den vita graven"), det gamla namnet på kazakiska. Staden bytte i juni 1998 namn till Astana, vilket betyder huvudstaden (se nedan).
I mars 2019, dagen efter att Nursultan Nazarbajev avgick som president, bestämde parlamentet att ändra huvudstadens namn från Astana till Nur-Sultan, även om många källor även angav stavningen Nursultan.
Det äldre namnet Astana fortsatte emellertid att användas, både lokalpolitiskt och kommersiellt. 17 september 2022 återfick staden detta namn.

### Den sovjetiska tiden
I stadens omgivning (byn Aqmol, 36 km från Astana) fanns under Stalin-tiden Sovjetunionens största interneringsläger för kvinnor. Lägret, som ofta benämns "Alzjir" (Akmolinskij lager' zjen izmennikov Rodiny) – på svenska ungefär "Akmolinsks läger för fruar till fosterlandets förrädare", var en avdelning inom det stora arbetslägret i Karaganda och den tredje "ön" i den så kallade Gulag-arkipelagen.
Interneringslägret etablerades 1937 och stängde 1953. 1938 fanns det cirka 8 000 fängslade kvinnor i lägret. Den 31 maj 2007, på Kazakstans minnesdag för offren för politisk förföljelse, invigde president Nazarbajev ett museum på platsen.

### Ny huvudstad
På hösten år 1997 lät president Nursultan Nazarbajev flytta Kazakstans huvudstad från Almaty till staden, då benämnd Aqmola. Provinsen runt staden heter fortfarande Aqmola.
Motiven för flytten är oklara. Ett möjligt motiv är en önskan att få huvudstaden mera centralt placerad i landet  och på en plats som var mindre utsatt för jordbävningar än Almaty. Ett annat kan ha varit att förebygga separatistiska strävanden i en region, som dittills haft övervägande rysk befolkning.

## Geografi
Astana ligger i ett stort jordbruksdistrikt i den norra delen av landet. Staden är även en järnvägsknut.

### Klimat
Klimatet är torrt med varma somrar (medel i juli: 20 °C) och långa, kalla vintrar (medel i januari: −17 °C). Temperaturrekordet vintertid är –51,6 grader (1893) och sommartid 41,6 grader (1936). Vintrarna kan kännas särskilt bistra på grund av den ofta ihållande vinden från stäppen och att det är många minusgrader flera månader i sträck. Även sommartid kan det vara blåsigt och dessutom dammigt på grund av det torra klimatet.
|                                            | Jan   | Feb   | Mar   | Apr  | Maj  | Jun  | Jul  | Aug  | Sep  | Okt  | Nov  | Dec   |
| ------------------------------------------ | ----- | ----- | ----- | ---- | ---- | ---- | ---- | ---- | ---- | ---- | ---- | ----- |
| Normaldygnets maximitemperaturs medelvärde | −10,1 | −9,4  | −2,4  | 11,0 | 20,5 | 25,9 | 26,8 | 25,3 | 18,9 | 9,7  | −1,7 | −8,1  |
| Normaldygnets minimitemperaturs medelvärde | −17,9 | −18,4 | −12,1 | 0    | 7,6  | 12,9 | 14,9 | 12,6 | 6,6  | 0,1  | −9,3 | −16,2 |
|                                            |       |       |       |      |      |      |      |      |      |      |      |       |
| Nederbörd                                  | 16,5  | 14,4  | 15,1  | 20,2 | 33,1 | 39,5 | 48,6 | 32,8 | 21,7 | 27,2 | 26,4 | 21,7  |

| Diagram | temperaturer i °C • månadsnederbörd i mm • Källa: Погода в Нур-Султане | temperaturer i °C • månadsnederbörd i mm • Källa: Погода в Нур-Султане | temperaturer i °C • månadsnederbörd i mm • Källa: Погода в Нур-Султане | temperaturer i °C • månadsnederbörd i mm • Källa: Погода в Нур-Султане | temperaturer i °C • månadsnederbörd i mm • Källa: Погода в Нур-Султане | temperaturer i °C • månadsnederbörd i mm • Källa: Погода в Нур-Султане | temperaturer i °C • månadsnederbörd i mm • Källa: Погода в Нур-Султане | temperaturer i °C • månadsnederbörd i mm • Källa: Погода в Нур-Султане | temperaturer i °C • månadsnederbörd i mm • Källa: Погода в Нур-Султане | temperaturer i °C • månadsnederbörd i mm • Källa: Погода в Нур-Султане | temperaturer i °C • månadsnederbörd i mm • Källa: Погода в Нур-Султане | temperaturer i °C • månadsnederbörd i mm • Källa: Погода в Нур-Султане |
|         | 17 -10 -18                                                             | 14 -9 -18                                                              | 15 -2 -12                                                              | 20 11 0                                                                | 33 21 8                                                                | 40 26 13                                                               | 49 27 15                                                               | 33 25 13                                                               | 22 19 7                                                                | 27 10 0                                                                | 26 -2 -9                                                               | 22 -8 -16                                                              |

## Framväxt

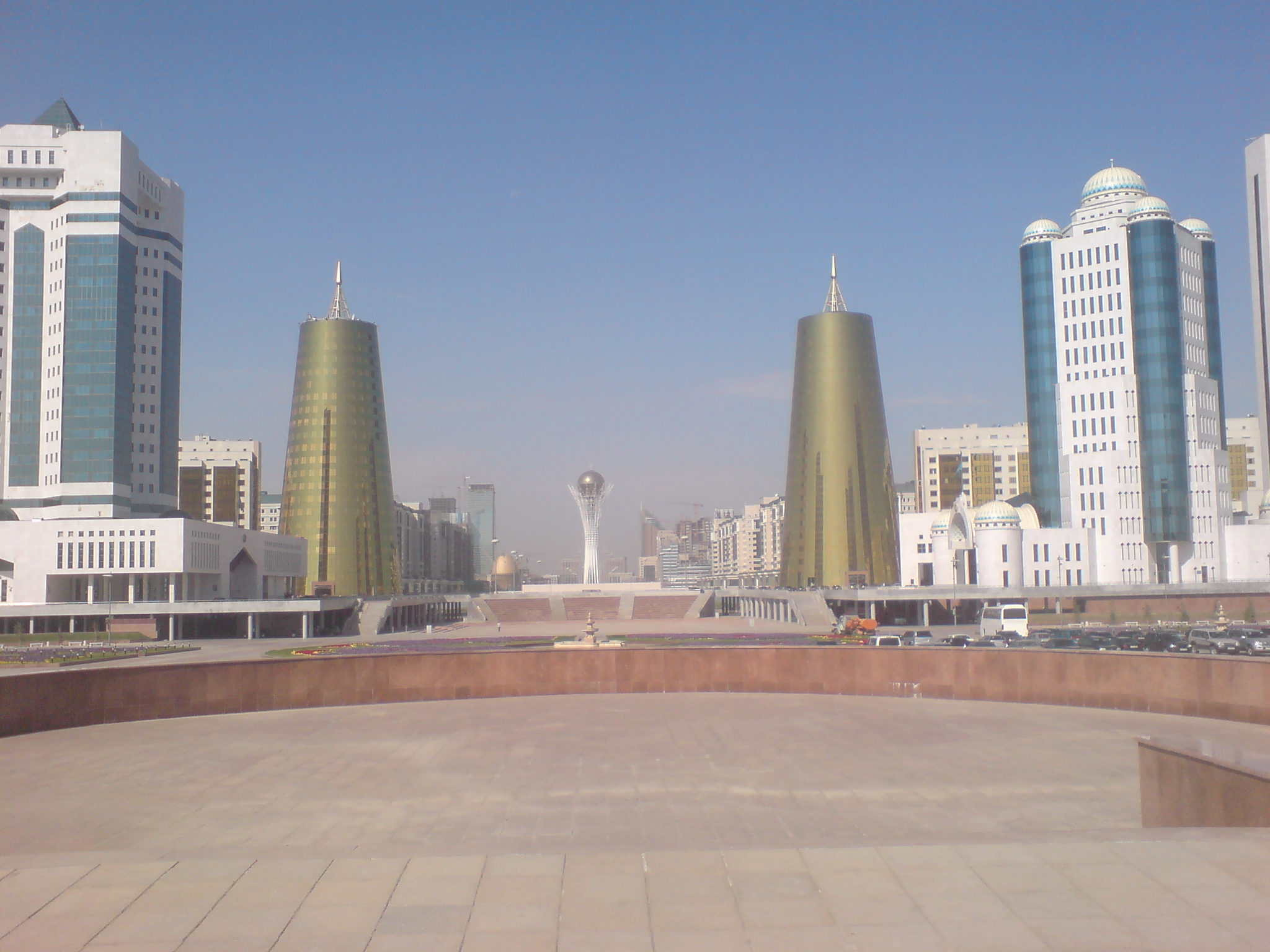
Centrala Astana

### Stadsbyggnad
Astana byggdes till stor del upp från grunden och består av många administrativa byggnader (ministerier och myndigheter), parker och palats. Ett stort antal bostäder har byggts för alla de statstjänstemän med familjer som flyttade till Astana när statsadministrationen flyttade från Almaty. Här finns också sportanläggningar, konferensanläggningar och monument.
Projektet finansieras till stor del av oljepengar. Stadens främsta ekonomiska sektor är administrativa tjänster. På 2000-talet har staden utvecklats snabbt med flera stora köpcenter, skyskrapor, hotell och restauranger, varför staden ibland kallas stäppens Dubai. Flera stora internationella konferenser, mässor och högnivå-möten har hållits i Astana. I september 2017 hölls den stora internationella utställningen Expo 2017 i Astana på temat framtidens energi.
Staden delas ofta in i två delar – vänstra stranden (på ryska "levyj bereg") som ligger söder om floden Isjim och högra stranden ("pravyj bereg") som ligger norr om floden. På vänstra stranden ligger den nybyggda, närmast futuristiska stadsdelen med många skyskrapor och iögonenfallande byggnader, som tornet Baiterek, presidentpalatset och nöjescentret Khan Sjatyry som kallats för världens största tält, även om det egentligen är en 150 meter hög byggnad av stål, kablar och plast.
På den högra stranden ligger det som var den gamla staden Tselinograd. Även den högra stranden har på senare år förnyats med nya, moderna byggnader. Högra stranden är utformad som en mera traditionell stad, jämfört med den vänstra som präglas av breda avenyer, stora avstånd och öppna ytor.

### Invånarantal
Staden har under senare år ökat sitt invånarantal i en snabb takt. Den är dock fortfarande inte lika stor som Almaty, den gamla huvudstaden. Nedan listas ett antal befolkningssiffror från olika år.
- 520 000 – 2003
- 571 000 – 2007
- 600 200 – 2008
- 708 794 – 2010
- 780 880 – 2013
- 880 191 – 2016[15]
- 1 006 574 – juni 2017[1]

## Kommunikationer och service
Servicen och kommunikationerna har byggts ut och förbättrats kontinuerligt. Nursultan Nazarbajevs internationella flygplats har idag goda kommunikationer med flera europeiska städer, Dubai och Almaty, varifrån man lätt kan ta sig vidare.
I Astana finns sedan början av 2000-talet planer på att bygga ett rälsburet kollektivtrafiksystem ovan jord, s.k light rail transit (LRT). Formellt beslut togs 2009 och en byggstartsceremoni hölls 2011. Fördyringar, förseningar och finansiella svårigheter gjorde att den aktiva byggnationen kom igång först 2017. I nuläget är projektets framtid osäker.

## Idrott
I staden finns fotbollsklubben FK Astana och ishockeyklubben Barys Astana, som spelar i KHL.
Namnbytet till Nur-Sultan kom en dryg månad innan staden stod som värd för A-gruppen i Division I av 2019 års VM i ishockey för herrar. Både ishockey och bandy spelas i staden.